# Britse kampioenschappen veldrijden
De Britse kampioenschappen veldrijden is een jaarlijks terugkerende veldritwedstrijd, om aan te duiden wie er kampioen van het Verenigd Koninkrijk wordt.

## Erelijst

### Mannen
| Jaar | · Kampioen      | · Zilver          | · Brons          |
| ---- | --------------- | ----------------- | ---------------- |
| 1956 | Alan Jackson    |                   |                  |
| 1957 | Don Stone       | Alan Jackson      |                  |
| 1958 | Don Stone       | Barry Spence      |                  |
| 1959 | Barry Spence    |                   |                  |
| 1960 | D. Briggs       |                   |                  |
| 1961 | John Atkins     | D. Briggs         |                  |
| 1962 | John Atkins     | Keith Mernickle   |                  |
| 1963 | Mick Stallard   | John Atkins       | Keith Mernickle  |
| 1964 | Mick Stallard   | Keith Mernickle   |                  |
| 1965 | Mick Stallard   | Keith Mernickle   |                  |
| 1966 | John Atkins     | Roger Page        | Dave Wren        |
| 1967 | John Atkins     | Dave Wren         | John Barnes      |
| 1968 | John Atkins     | Roger Page        | Dave Wren        |
| 1969 | John Atkins     |                   |                  |
| 1970 | John Atkins     |                   |                  |
| 1971 | John Atkins     | Alfred Stone      | Keith Mernickle  |
| 1972 | John Atkins     | Daryl Brassington | Keith Mernickle  |
| 1973 | John Atkins     | Keith Mernickle   | Alfred Stone     |
| 1974 | John Atkins     | Daryl Brassington | Keith Mernickle  |
| 1975 | Jeff Morris     | John Atkins       | Keith Mernickle  |
| 1976 | Keith Mernickle | John Atkins       | Christopher Dodd |
| 1977 | John Atkins     | Keith Mernickle   | Ian Jewell       |
| 1978 | Chris Wreghitt  | John Atkins       | Eric Stone       |
| 1979 | Chris Wreghitt  | Phil Allison      | Christopher Dodd |
| 1980 | Chris Wreghitt  | Eric Stone        | Christopher Dodd |
| 1981 | Chris Wreghitt  | Eric Stone        |                  |
| 1982 | Chris Wreghitt  |                   |                  |
| 1983 | Steve Douce     | Chris Wreghitt    | Chris Young      |
| 1984 | Chris Young     | Steve Douce       |                  |
| 1985 | Steve Douce     | Chris Young       |                  |
| 1986 | Steve Douce     | Chris Young       |                  |
| 1987 | Steve Douce     | Tim Gould         |                  |
| 1988 | Steve Douce     | Tim Gould         | Chris Young      |
| 1989 | Steve Douce     | Barrie Clarke     | Tim Gould        |
| 1991 | Chris Young     | Steve Douce       |                  |
| 1993 | Steve Douce     | David Baker       | Peter Stevenson  |
| 1994 | Roger Hammond   | Nick Craig        | Steve Douce      |
| 1995 | Barrie Clarke   | Steve Douce       | Nick Craig       |
| 1996 | Nick Craig      | Barrie Clarke     | Roger Hammond    |
| 1997 | Barrie Clarke   | Steve Knight      | Roger Hammond    |
| 1998 | Nick Craig      | Barrie Clarke     | Steve Knight     |
| 1999 | Steve Knight    | Nick Craig        | Barrie Clarke    |
| 2000 | Roger Hammond   | Barrie Clarke     | Carl Sturgeon    |
| 2001 | Roger Hammond   | Steve Knight      | Matthew Ellis    |
| 2002 | Roger Hammond   | Matthew Ellis     | Nick Craig       |
| 2003 | Roger Hammond   | Matthew Ellis     | Barrie Clarke    |
| 2004 | Roger Hammond   | Nick Craig        | Jody Crawforth   |
| 2005 | Nick Craig      | Liam Killeen      | Matthew Ellis    |
| 2006 | Roger Hammond   | Liam Killeen      | Jody Crawforth   |
| 2007 | Phil Dixon      | Nick Craig        | Robert Jebb      |
| 2008 | Roger Hammond   | Liam Killeen      | Paul Oldham      |
| 2009 | Jody Crawforth  | Paul Oldham       | Roger Hammond    |
| 2010 | Ian Bibby       | Jody Crawforth    | Paul Oldham      |
| 2011 | Paul Oldham     | Jody Crawforth    | Liam Killeen     |
| 2012 | Ian Field       | Liam Killeen      | Jody Crawforth   |
| 2013 | Ian Field       | Ian Bibby         | David Fletcher   |
| 2014 | Ian Field       | David Fletcher    | Nick Craig       |
| 2015 | Ian Field       | Liam Killeen      | Lewis Craven     |
| 2016 | Liam Killeen    | Ian Field         | Jack Clarkson    |
| 2017 | Ian Field       | Liam Killeen      | Paul Oldham      |
| 2018 | Grant Ferguson  | Ian Field         | Liam Killeen     |
| 2019 | Tom Pidcock     | Ben Turner        | Thomas Mein      |
| 2020 | Tom Pidcock     | Ben Tulett        | Cameron Mason    |
| 2021 | niet verreden   | niet verreden     | niet verreden    |
| 2022 | Thomas Mein     | Cameron Mason     | Joseph Blackmore |
| 2023 | Cameron Mason   | Joseph Blackmore  | Thomas Mein      |

### Mannen U23
| Jaar | · Kampioen       | · Zilver             | · Brons           |
| ---- | ---------------- | -------------------- | ----------------- |
| 2007 | Ian Bibby        | Ian Field            | Ross Creber       |
| 2008 | Ian Bibby        | Ian Field            | David Fletcher    |
| 2010 | Jamie Harris     | Stephen Adams        | David Nichols     |
| 2011 | Luke Gray        | David Fletcher       | Billy-Joe Whenman |
| 2012 | Steven James     | Kenta Gallagher      | Grant Ferguson    |
| 2013 | Grant Ferguson   | Steven James         | Ben Sumner        |
| 2014 | Grant Ferguson   | Kenta Gallagher      | Ben Sumner        |
| 2015 | Grant Ferguson   | Jack Clarkson        | Ben Sumner        |
| 2016 | Iain Paton       | Benjamin Wadey       | Nicholas Barnes   |
| 2017 | Billy Harding    | Christopher Rothwell | Frazer Clacherty  |
| 2018 | Tom Pidcock      | Ben Turner           | Daniel Tulett     |
| 2019 | Tom Pidcock      | Ben Turner           | Thomas Mein       |
| 2020 | Ben Tulett       | Cameron Mason        | Ben Turner        |
| 2021 | niet verreden    | niet verreden        | niet verreden     |
| 2022 | Cameron Mason    | Joseph Blackmore     | Toby Barnes       |
| 2023 | Joseph Blackmore | Daniel Barnes        | Jenson Young      |

### Jongens Junioren
| Jaar | · Kampioen         | · Zilver             | · Brons                 |
| ---- | ------------------ | -------------------- | ----------------------- |
| 2007 | Alex Paton         | Scott Thwaites       | Jonathan McEvoy         |
| 2008 | Alex Paxton        | Andrew Williams      | Hamish Creber           |
| 2009 | Thomas Moses       | Sam Harrison         | Daniel McLay            |
| 2010 | Luke Gray          | Thomas Moses         | Kenta Gallagher         |
| 2011 | Hugo Robinson      | Grant Ferguson       | Luke Grivell-Mellor     |
| 2012 | Hugo Robinson      | Alexander Welburn    | Joseph Moses            |
| 2013 | Billy Harding      | Jack Ravenscroft     | Harry Franklin          |
| 2014 | Thomas Craig       | Dylan Kerfoot-Robson | Jack Ravenscroft        |
| 2015 | Thomas Craig       | Alfie Moses          | Mark McGuire            |
| 2016 | Mark Donovan       | Harry Yates          | William Gascoyne        |
| 2017 | Tom Pidcock        | Ben Turner           | Daniel Tulett           |
| 2018 | Sean Flynn         | Ben Tulett           | Jenson Young            |
| 2019 | Ben Tulett         | Lewis Askey          | Jenson Young            |
| 2020 | Rory McGuire       | Oli Stockwell        | Corran Carrick-Anderson |
| 2021 | niet verreden      | niet verreden        | niet verreden           |
| 2022 | Joseph Smith       | Ben Askey            | Max Greensill           |
| 2023 | Sebastian Grindley | Oliver Peace         | Jacob Bush              |

### Vrouwen

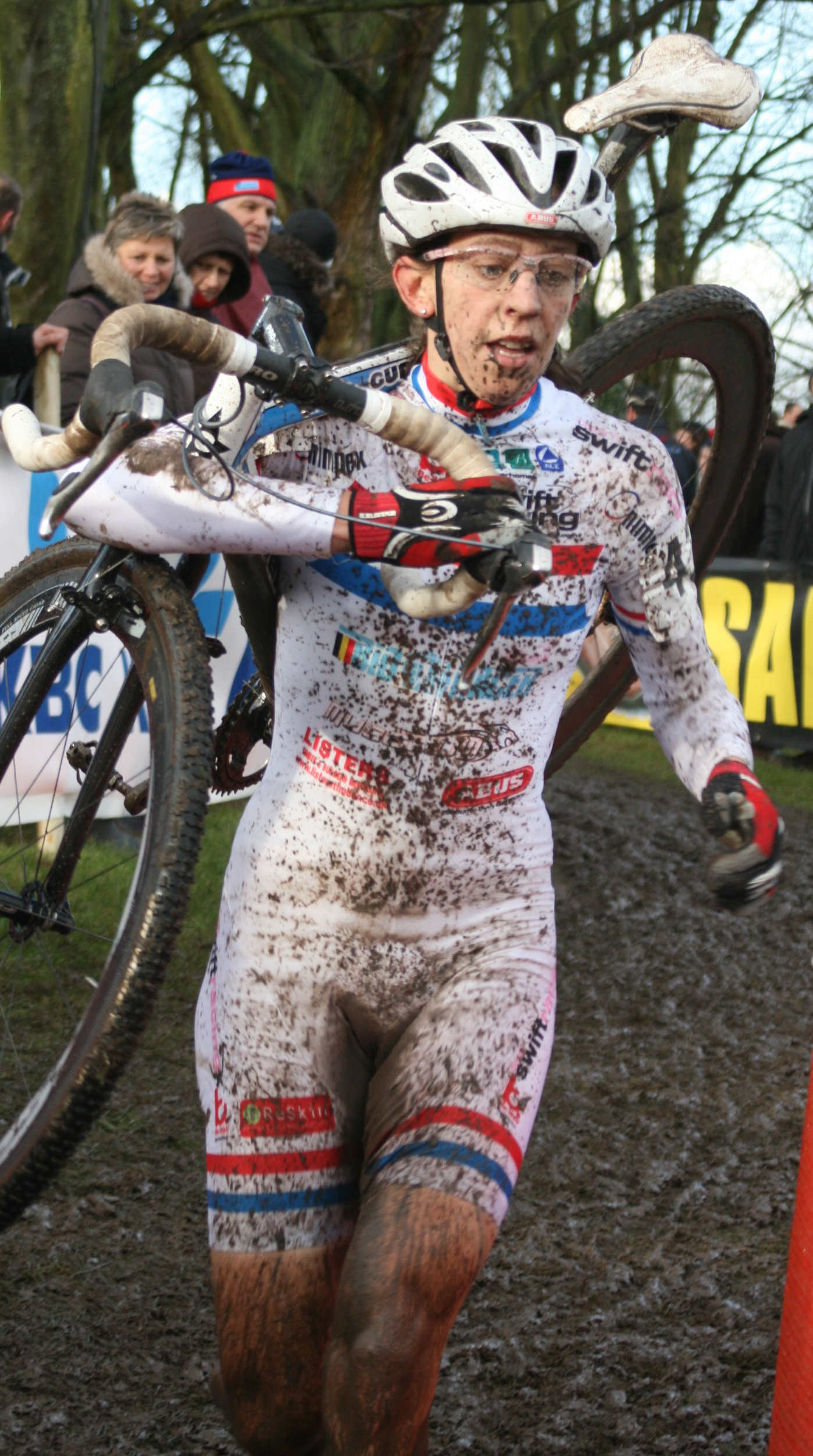
Meervoudig kampioene Helen Wyman in de Britse kampioenstrui

| Jaar | · Kampioen      | · Zilver           | · Brons             |
| ---- | --------------- | ------------------ | ------------------- |
| 2005 | Louise Robinson | Victoria Wilkinson | Helen Wyman         |
| 2006 | Helen Wyman     | Louise Robinson    | Victoria Wilkinson  |
| 2007 | Helen Wyman     | Gabriella Day      | Isla Rowntree       |
| 2008 | Helen Wyman     | Gabriella Day      | Isla Rowntree       |
| 2009 | Helen Wyman     | Gabriella Day      | Suzanne Clarke      |
| 2010 | Helen Wyman     | Nikki Harris       | Gabriella Day       |
| 2011 | Helen Wyman     | Nikki Harris       | Gabriella Day       |
| 2012 | Helen Wyman     | Nikki Harris       | Annie Last          |
| 2013 | Nikki Harris    | Helen Wyman        | Annie Last          |
| 2014 | Helen Wyman     | Nikki Harris       | Ffion James         |
| 2015 | Helen Wyman     | Nikki Harris       | Annie Last          |
| 2016 | Nikki Harris    | Helen Wyman        | Delia Beddis        |
| 2017 | Nikki Brammeier | Hannah Payton      | Bethany Crumpton    |
| 2018 | Helen Wyman     | Nikki Brammeier    | Bethany Crumpton    |
| 2019 | Nikki Brammeier | Anna Kay           | Helen Wyman         |
| 2020 | Harriet Harnden | Beth Crumpton      | Anna Kay            |
| 2021 | niet verreden   | niet verreden      | niet verreden       |
| 2022 | Harriet Harnden | Annie Last         | Anna Kay            |
| 2023 | Zoe Bäckstedt   | Annie Last         | Ella Maclean-Howell |

### Vrouwen U23
Vanaf 2016 werd een eigen wedstrijd verreden voor de categorieën (beloften) onder 23 en junioren. Vanaf 2019 reden de beloften weer mee in de wedstrijd van vrouwen elite.
| Jaar | · Kampioen      | · Zilver            | · Brons          |
| ---- | --------------- | ------------------- | ---------------- |
| 2016 | Evie Richards   | Bethany Crumpton    | Sophie Wright    |
| 2017 | Evie Richards   | Amira Mellor        | Ffion James      |
| 2018 | Evie Richards   | Harriet Harnden     | Anna Kay         |
| 2019 | Anna Kay        | Ffion James         | Sophie Thackray  |
| 2020 | Hattie Harnden  | Anna Kay            | Amy Perryman     |
| 2021 | niet verreden   | niet verreden       | niet verreden    |
| 2022 | Harriet Harnden | Xan Crees           | Alderney Baker   |
| 2023 | Zoe Bäckstedt   | Ella Maclean-Howell | Ishbel Strathdee |

### Meisjes junioren
In 2014 en 2015 reden de junioren nog mee in de vrouwen elite wedstrijd. Vanaf 2016 reden de junioren mee met de beloften in de onder 23 categorie. Vanaf 2019 kregen de junioren een eigen wedstrijd.
| Jaar | · Kampioen          | · Zilver           | · Brons                |
| ---- | ------------------- | ------------------ | ---------------------- |
| 2014 | Ffion James         | Abby-Mae Parkinson | Amira Mellor           |
| 2015 | Amira Mellor        | Evie Richards      | Ffion James            |
| 2016 | Sophie Wright       | Sophie Thackray    | Emily Wadsworth        |
| 2017 | Emily Wadsworth     | Sophie Thackray    | Elspeth Grace          |
| 2018 | Harriet Harnden     | Amy Perryman       | Alderney Baker         |
| 2019 | Harriet Harnden     | Anna Flynn         | Maddie Wadsworth       |
| 2020 | Millie Couzens      | Josie Nelson       | Anna Flynn             |
| 2021 | niet verreden       | niet verreden      | niet verreden          |
| 2022 | Ella Maclean-Howell | Elizabeth McKinnon | Emily Carrick-Anderson |
| 2023 | Imogen Wolff        | Elizabeth McKinnon | Florence Lissaman      |

Kampioenschappen:  Wereldkampioenschappen ·
 Europese kampioenschappen ·
 Pan-Amerikaanse kampioenschappen
 België ·
 Canada ·
 Denemarken ·
 Duitsland ·
 Finland ·
 Frankrijk ·
 Hongarije ·
 Ierland ·
 Italië ·
 Japan ·
 Kroatië ·
 Luxemburg ·
 Nederland ·
 Nieuw-Zeeland ·
 Noorwegen ·
 Oostenrijk ·
 Polen ·
 Servië ·
 Slowakije ·
 Spanje ·
 Tsjechië ·
 Verenigd Koninkrijk ·
 Verenigde Staten ·
 Zweden ·
 Zwitserland
Klassementen:  Wereldbeker ·
 Superprestige ·
 X²O Badkamers Trofee ·
 HSF System Cup ·
 USCX Series ·
 Coupe de France ·
 National Trophy Series ·
 Giro d'Italia Ciclocross ·
 Copa de España ·
 New England Series ·
 Swiss Cyclocross Cup
Overig:  Exact Cross
Voormalig:  EKZ CrossTour ·  Rectavit Series ·  US Cup